# نیروگاه هسته‌ای متسامور
نیروگاه اتمی ارمنستان (به ارمنی: Հայկական ատոմային էլեկտրակայան) که عموماً با نام نیروگاه اتمی متسامور (به ارمنی: Մեծամորի ատոմակայան) شناخته می‌شود. در طول دهه ۱۹۷۰ میلادی ۳۶ کیلومتری غرب ایروان پایتخت جمهوری ارمنستان، در شهر متسامور ساخته شده‌است. این نیروگاه با دو رآکتور هسته‌ای وی‌وی‌ای‌آر-۴۴۰ (به روسی: ВВЭР-440) ساخته شد. نیروگاه متسامور از معدود نیروگاه‌های هسته‌ای موجود است که بدون ساختار مهار اولیه ساخته شده‌است. این نیروگاه در منطقه‌ای زلزله‌خیز واقع شده‌است. حدود چهل درصد برق مصرفی ارمنستان در سال ۲۰۱۵، از این نیروگاه تأمین شده‌است.

## شاخص‌های اصلی عملکرد فنی و اقتصادی
|                             | ۲۰۰۳  | ۲۰۰۴  | ۲۰۰۵  | ۲۰۰۶  | ۲۰۰۷  |
| --------------------------- | ----- | ----- | ----- | ----- | ----- |
| Power generation (bln. KWh) | ۱٬۹۹۷ | ۲٬۴۰۲ | ۲٬۷۱۶ | ۲٬۶۴۰ | ۲٬۵۵۳ |
| Capacity factor (%)         | ۶۰٬۸۰ | ۷۲٬۹۴ | ۸۲٬۶۹ | ۸۰٬۳۷ | ۷۷٬۷۳ |
| Availability factor (%)     | ۸۳٬۰۹ | ۷۶٬۸۷ | ۸۴٬۲۴ | ۸۴٬۶۰ | ۸۰٬۹۷ |

## راکتورها
| واحد      | نوع                 | خروجی خالص الکتریکی (مگاوات) | خروجی کل الکتریکی (مگاوات) | آغاز پروژه   | اولین تاریخ بحرانی شدن | بسته شدن             |
| --------- | ------------------- | ---------------------------- | -------------------------- | ------------ | ---------------------- | -------------------- |
| Armenia-1 | VVER-440 Model V270 | 376 مگاوات                   | 407.5 مگاوات               | ۱ ژوئیه ۱۹۶۹ | ۲۲ دسامبر ۱۹۷۶         | ۲۵ فوریه ۱۹۸۹        |
| Armenia-2 | VVER-440 Model V270 | 376 مگاوات                   | 407.5 مگاوات               | ۱ ژوئیه ۱۹۷۵ | ۵ ژانویه ۱۹۸۰          | در ۲۰۲۶ انتظار می‌رود |

## نگارخانه

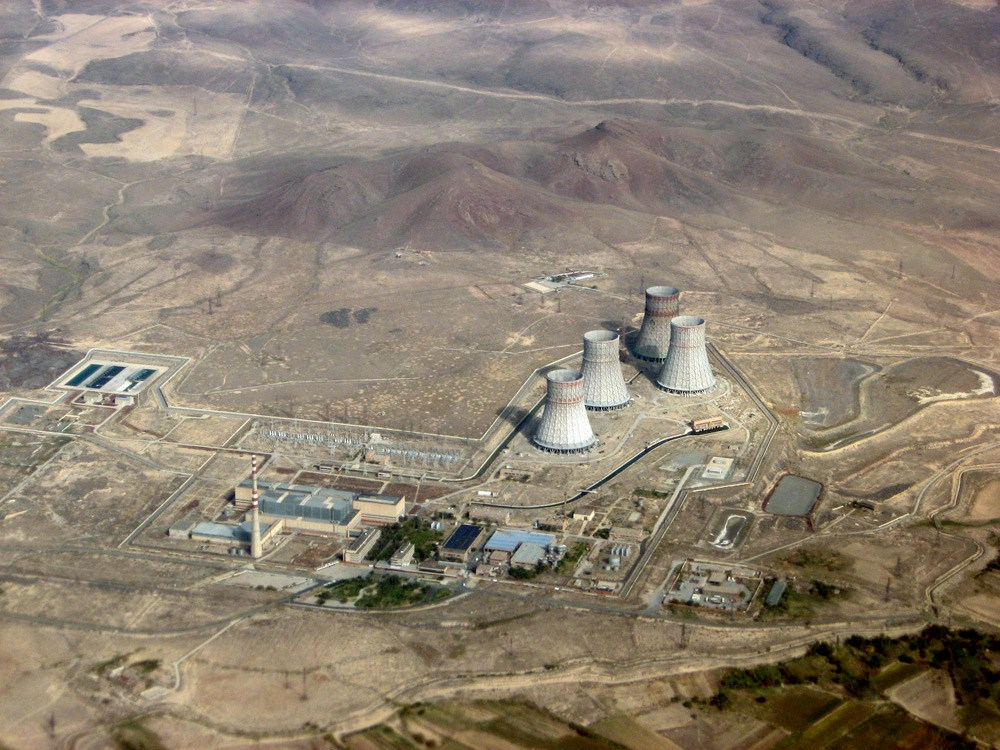
جایگاه نیروگاه هسته‌ای متسامور
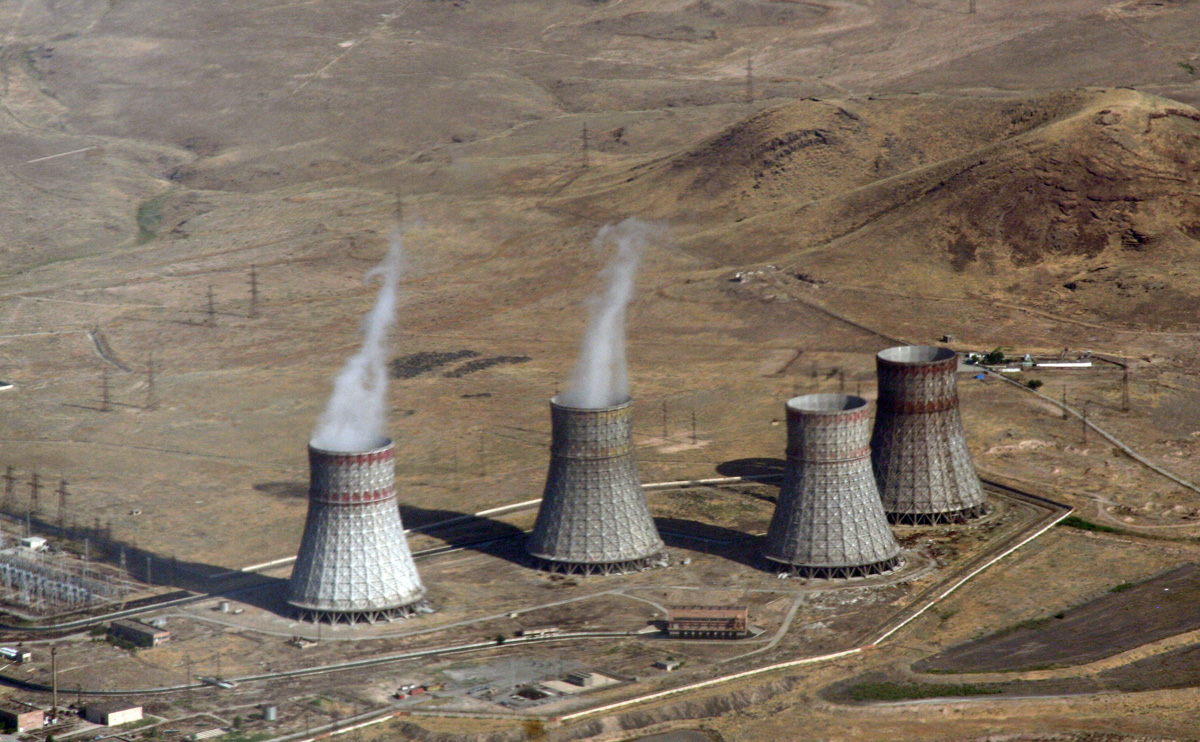
برج‌های خنک‌کننده متسامور